# Solidarność
| Niezależny Samorządny Związek Zawodowy „Solidarność“ Unabhängiger Selbstverwalteter Gewerkschaftsbund „Solidarität“ | Niezależny Samorządny Związek Zawodowy „Solidarność“ Unabhängiger Selbstverwalteter Gewerkschaftsbund „Solidarität“ |
| Logo | Logo |
| --- | --- |
| Verbände: | |
| Mitglieder: | 557.749 (2017) |
| Landesvorstand | |
| Vorsitzender: | Piotr Duda |
| Internet | |
| Internetpräsenz: | www.solidarnosc.org.pl                                                                                              |

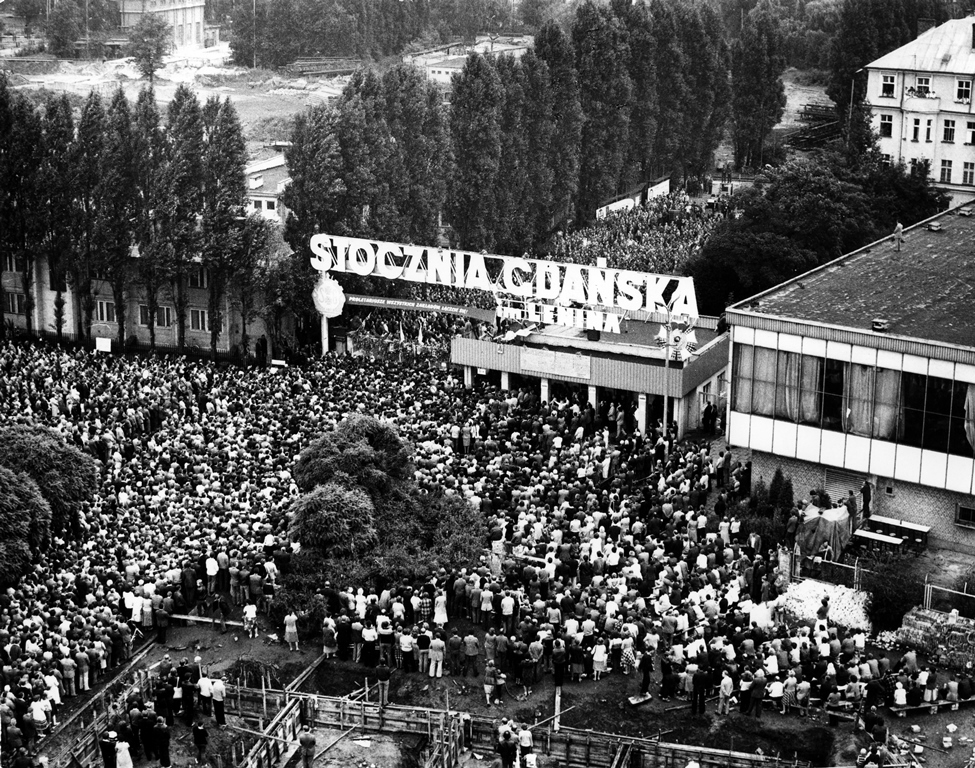
August-Streiks in der Danziger Leninwerft, 1980

Solidarność [sɔliˈdarnɔɕt͡ɕ] Ausspracheⓘ (poln.; deutsch „Solidarität“; offizieller Name NSZZ „Solidarność“, polnisch Niezależny Samorządny Związek Zawodowy „Solidarność“ [ɲezaˈlɛʐnɨ samɔˈʐɔndnɨ ˈzvjɔ̃zɛk zavɔˈdɔvɨ sɔliˈdarnɔɕt͡ɕ]; deutsch Unabhängiger Selbstverwalteter Gewerkschaftsbund „Solidarität“) ist eine polnische Gewerkschaft, die 1980 aus einer Streikbewegung heraus entstand und an der Revolution und Reform 1989 entscheidend mitwirkte. Sie war die erfolgreichste unabhängige freie Gewerkschaft im Ostblock.
Solidarność ist Mitglied des Internationalen Gewerkschaftsbundes (IGB) und des Europäischen Gewerkschaftsbundes (EGB). Im November 2017 gehörten ihr laut Mitgliederliste des IGB 557.749 Mitglieder an.

## Anfänge

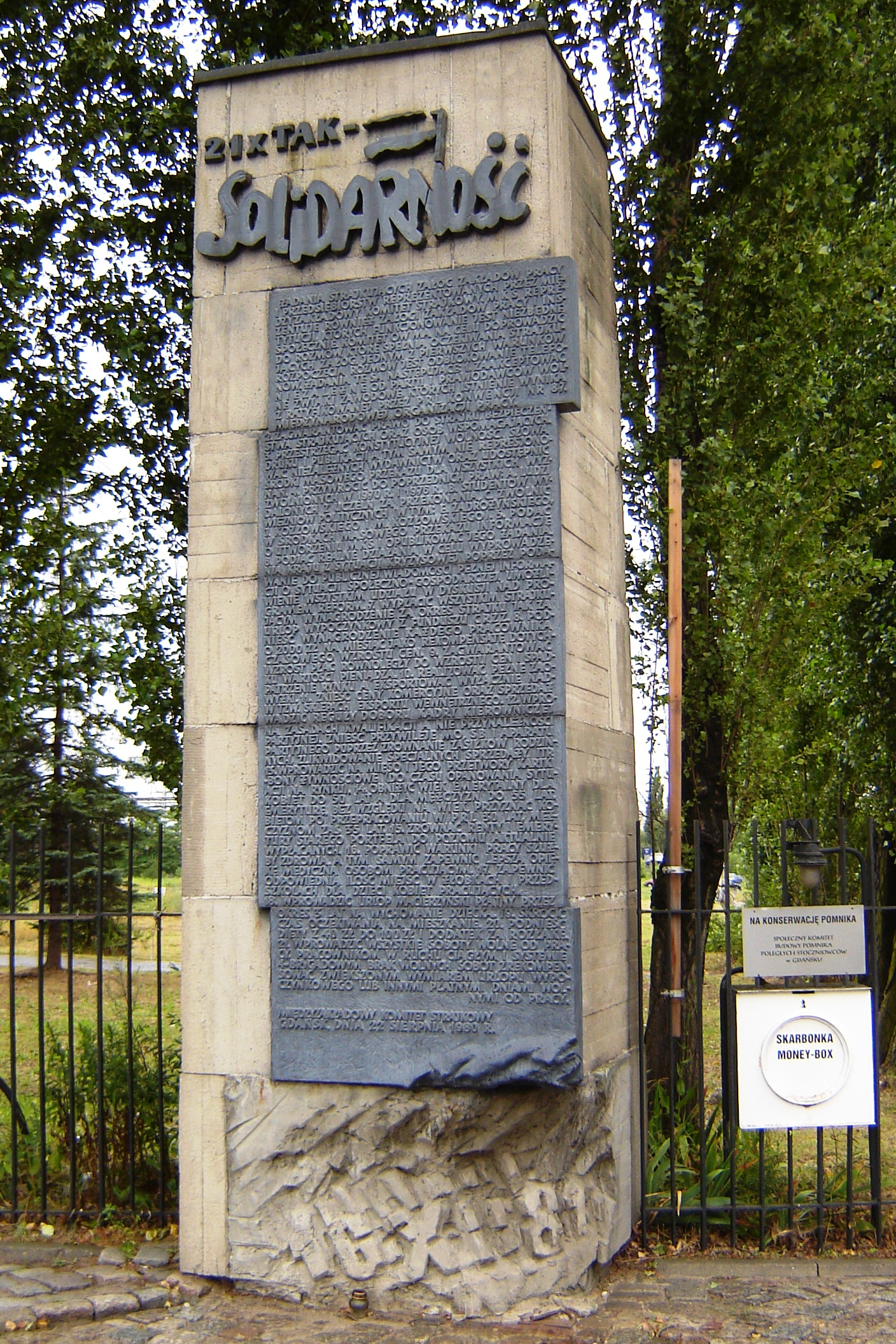
Stele „21 Forderungen“ in Danzig

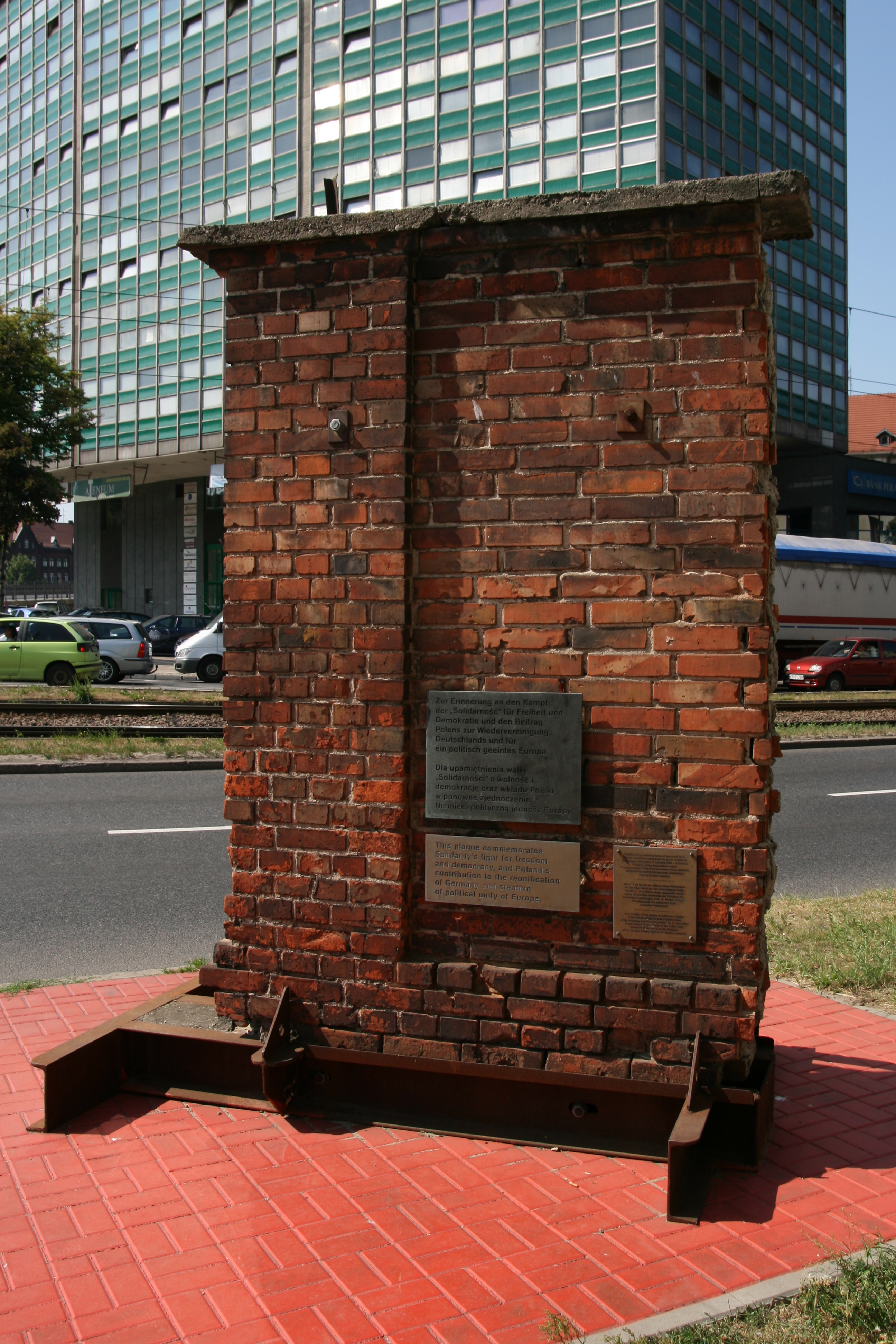
Denkmal für den Kampf der „Solidarność“ für Freiheit und Demokratie: Abschnitt der ehemaligen Mauer um die Danziger Leninwerft

Die Gewerkschaft Solidarność entstand aus einer Streikbewegung von Arbeitern im Sommer 1980. Von Anfang an wurde die Arbeiterbewegung von regimekritischen Intellektuellen wie Tadeusz Mazowiecki, Bronisław Geremek, Jacek Kuroń, Adam Michnik, Józef Tischner und weiten Teilen der katholischen Kirche – besonders durch Papst Johannes Paul II. – unterstützt. Damit gelang eine Solidarität über Gesellschaftsgrenzen hinweg, die sich dann in einer Volksbewegung gegen das herrschende Regime wandte. Vor allem aus dem westlichen Ausland (insbesondere den USA und Westdeutschland) gab es große Unterstützung.
Auslöser der großen Streikwelle 1980 waren Preiserhöhungen für Fleisch am 1. Juli 1980. Lokale Streiks griffen bald auf ganz Polen über. In Danzig kam es auf der Leninwerft am 14. August 1980 zum Ausstand. Der unmittelbare Auslöser war die Entlassung der Kranführerin Anna Walentynowicz, einer bekannten Symbolfigur der Streikbewegung des Jahres 1970 an der Ostseeküste. Werftarbeiter gründeten ein betriebliches Streikkomitee unter Führung von Lech Wałęsa. Nach Zugeständnissen der Betriebsleitung sollte der Streik zunächst bereits nach zwei Tagen beendet werden. In der Nacht auf den 16. August wurde jedoch beschlossen, den Streik aufrechtzuerhalten, um bleibende Ergebnisse zu erreichen. In der Folge wurde dann am 17. August 1980 das „Überbetriebliche Streikkomitee“ (Międzyzakładowy Komitet Strajkowy) gegründet, das den Auftrag hatte, auch nach Beendigung des Streiks die Einhaltungen des Erreichten zu überwachen. Das Komitee erarbeitete die sogenannten 21 Forderungen. Diese enthielten neben weiteren meist politischen und sozialen Anliegen auch die zentrale Forderung nach der Zulassung von unabhängigen Gewerkschaften. Nach langen Verhandlungen unterschrieb die Regierung am 31. August 1980 das Danziger Abkommen. Ab dann formierte sich die „Unabhängige Selbstverwaltete Gewerkschaft ‚Solidarität‘“.
Die Streiks im sogenannten Polnischen August unterschieden sich deutlich von den vorherigen in der Geschichte der Volksrepublik Polen. So wurde zum einen auf der Leninwerft ein Besatzungsstreik organisiert und vom Streikkomitee genauestens koordiniert. So sollte der Staatsmacht kein Anlass oder Vorwand zu einem gewaltsamen Einschreiten geboten werden. Ebenso erklärten sich landesweit alle anderen streikenden Betriebe mit dem Überbetrieblichen Streikkomitee an der Küste solidarisch. Besonders durch die Einbeziehung von Intellektuellen in die Arbeit der Streikkomitees konnten der Staatsmacht weitgreifendere Zugeständnisse als zuvor abgetrotzt werden. Diese Kooperation hatte sich seit 1976 durch die Gründung des Komitees zur Verteidigung der Arbeiter (KOR) angebahnt, aber auch weitere Intellektuelle unterstützen die Gewerkschaftsbewegung.
Lech Wałęsa war seit der offiziellen Gründung am 17. September 1980 Vorsitzender von Solidarność. Die staatliche Anerkennung wurde am 10. November 1980 durch die offizielle staatliche Registrierung von Solidarność besiegelt. Im Verlauf ihres Bestehens wurde die Gewerkschaft immer weiter politisiert. Die Solidarność wuchs bis zum Höchststand von etwa 9,5 Mio. Mitgliedern. Auch viele Mitglieder der kommunistischen Partei PVAP traten der freien Gewerkschaft bei. Letztlich waren bis zu einer Million Parteimitglieder (ca. 30 % aller Mitglieder der PVAP) gleichzeitig in der Solidarność; meisten niedere Parteiränge. Nach dem IX. Parteitag der PVAP im Juli 1981 waren noch 20 % der Mitglieder des Zentralkomitees gleichzeitig Solidarność-Mitglieder.
Der 1. Landeskongress der Solidarność fand in zwei Sitzungsperioden im September und Oktober 1981 statt. Auf ihm wurde Wałęsa zum Vorsitzenden gewählt. Nach schwierigen Diskussionen wurde darüber hinaus ein Programm verabschiedet.
Gegen Ende des Jahres 1981 bildeten sich in der Solidarność immer deutlicher zwei gegensätzliche Flügel heraus: Der pragmatische Flügel unter Führung von Lech Wałęsa wurde von verschiedenen Intellektuellen unterstützt und war an einer gemäßigten Konfrontation mit den kommunistischen Machthabern interessiert. Der national-konservative Flügel um Jan Rulewski und Andrzej Gwiazda wollte eine offenere Konfrontation mit der Regierung bzw. der PZPR.

## Kriegsrecht
Mit der Ausrufung des Kriegsrechts in Polen in der Nacht zum 13. Dezember 1981 wurden die führenden Köpfe der Gewerkschaft interniert und die Arbeit der Gewerkschaft selbst verboten. Somit konnte sie nur noch im Untergrund weiter existieren. Am 8. Oktober 1982 wurde die Solidarność durch ein neues Gewerkschaftsgesetz endgültig verboten. 1984 wurde der katholische Priester und Unterstützer der Solidarność Jerzy Popiełuszko vom polnischen Geheimdienst ermordet.
Im Ausland bildeten sich derweil aber Exilgruppen der Solidarność, die durch die Gründung von Büros gewerkschaftlich-politisch aktiv waren. Die Auslandsaktivitäten wurden durch das Brüsseler Büro der Solidarność koordiniert. Eine Koordinierungsfunktion in Deutschland führte das Bremer Koordinationsbüro der Solidarność aus.
Neben den Büros gab es in den 1980ern intensive Kontakte zu Partnergewerkschaften im Ausland, etwa in Schweden.

## Solidarność während der Revolutionen 1989/1990
Ab August 1988 kam es zu Gesprächen zwischen der kommunistischen Führung und der noch verbotenen Untergrunds-Solidarność, die dann zu den Gesprächen am Runden Tisch führten, die vom 6. Februar bis zum 5. April 1989 in Magdalenka bei Warschau stattfanden. Erst am 5. April 1989 wurde die Solidarność wieder amtlich anerkannt.
Als Ergebnis des Runden Tisches kam es am 4. Juni 1989 zu teilweise freien Wahlen, die von der Solidarność überwältigend gewonnen wurden. Dennoch war die Sitzverteilung im Sejm schon am Runden Tisch ausgehandelt worden (65 % der Sitze für die PZPR und deren Blockparteien und max. 35 % für freie, also oppositionelle Kandidaten). Unter dem Slogan „Euer Präsident, unser Premier“ (Wasz prezydent, nasz premier) forderte das oppositionelle Bürgerkomitee, die politische Vertretung der Solidarność, nun eine Beteiligung an der Regierung. Mit Tadeusz Mazowiecki stellte Solidarność den ersten nichtkommunistischen Ministerpräsidenten nach dem Zweiten Weltkrieg, Schlüsselministerien (Inneres und Verteidigung) blieben jedoch in den Händen der PVAP. Im Dezember 1990 wurde Lech Wałęsa zum Staatspräsidenten gewählt.
Durch das Aufkommen dieser Arbeiterbewegung, sowie Glasnost und Perestroika, kam es zur Absetzung des kommunistischen Regimes und der politischen Lösung aus dem von der Sowjetunion dominierten Ostblock.
Großen Einfluss auf diese politischen Entwicklungen hatte auch der aus Polen stammende Papst Johannes Paul II. Dies bewirkte er nicht nur indirekt durch theologische und sozialethische Aussagen, sondern auch direkt durch seine drei Polenreisen (zwischen 1979 und 1987) und seine kontinuierliche Unterstützung von Solidarność.
Die Frühphase der sogenannten Dritten Republik ist von der Politik der gruba kreska („Schlussstrich“, wörtl. „dicke Linie“) geprägt, die eine Ausrichtung auf die Zukunft und keine Abrechnung mit der kommunistischen Vergangenheit vorsah. Dies führt bis zum heutigen Tag immer wieder zu Diskussionen in der polnischen Politik.

## Solidarność nach der Revolution 1989/1990

Neptunbrunnen Danzig – 25 Jahre Solidarność

In den folgenden Jahren verlor Solidarność an politischem Einfluss, da sie für die wirtschaftlichen und sozialen Folgen der Wende mitverantwortlich gemacht wurde. Durch die Parlamentswahlen 1993 verlor sie die Beteiligung an der Regierung. 1996 formierte sich das Wahlbündnis AWS (Akcja Wyborcza „Solidarność“), das noch einmal von 1997 bis 2000 an einer Koalitionsregierung beteiligt war. Nach der Wahlniederlage im Jahr 2001 zerfiel AWS.
Die Gewerkschaft Solidarność spielt heute keine parteipolitische Rolle mehr. Dennoch besteht sie als starke und unabhängige Gewerkschaft weiter. Am 30. August 2005 trafen sich Oppositionelle aus zahlreichen Ländern aus Anlass des 25. Jahrestages der Gründung von Solidarność in Danzig. Der einstige Mitbegründer Lech Wałęsa hat am 31. August 2005 seinen Austritt aus der Gewerkschaft erklärt, der zum 1. Januar wirksam wurde.

### Bedeutungsverlust von Solidarność in den 1990ern und heutige Rezeption
Wenn der relative Bedeutungsverlust von Solidarność konstatiert wird, dann liegt der Bezugspunkt im Jahr 1980, als sich auf der Danziger Werft die erste unabhängige Gewerkschaft innerhalb des einstigen Ostblocks gründete. Heute sind in Polen nur noch rund 15 % der Arbeitnehmer einer Gewerkschaft angeschlossen. Das ist einer der geringsten Werte in gesamt Mittel- und Osteuropa. In der Tschechischen Republik sind doppelt so viele, in Rumänien dreimal so viele Arbeitnehmer betrieblich organisiert. Gründe für den gewerkschaftlichen Bedeutungsverlust in Polen liegen in der negativen Bewertung der Regierungsbeteiligung von Solidarność Anfang der 1990er Jahre, in der Zersplitterung der Gewerkschaftsbewegung, in der Privatisierung der Staatsunternehmen und dem Entstehen neuer Lebensstilkonzepte, die eine andere Freizeitgestaltung implizieren.
Auf die Solidarność berufen sich z. T. auch die rechtsgerichteten Parteien Vox und Chega.

### Archiv und Museum
Seit 2014 befindet sich das Archiv der Gewerkschaft im Danziger Europäischen Zentrum der Solidarność. Das Zentrum umfasst auch ein Museum zur Geschichte des Umbruchs in Polen und den benachbarten Staaten.

## Wahlergebnisse in Wahlen zum Sejm
| 1991: | 5,1 %   | als NSZZ „S“      | 27 Sitze  |
| 1993: | 4,9 %   | als NSZZ „S“      |           |
| 1997: | 33,83 % | als Teil von AWS  | 202 Sitze |
| 2001: | 5,6 %   | als Teil von AWSP |           |

## Vorsitzende der Solidarność
- Lech Wałęsa – bis 12. Dezember 1990
- Marian Krzaklewski – vom 23./24. Februar 1991 bis zum 27. September 2002
- Janusz Śniadek – ab 27. September 2002, Wiederwahl für weitere 4 Jahre am 29. September 2006
- Piotr Duda – seit 21. Oktober 2010

## Mitgliedsbeitrag
Mitglieder der Solidarność müssen 0,82 % von ihrem Bruttolohn Mitgliedsbeitrag zahlen. Bei 3500 PLN Durchschnittslohn sind das etwa 29 PLN bzw. 6,50 Euro Monatsbeitrag (Stand: September 2020).
Von dem Beitrag gehen 60 % an die Betriebskommission und 40 % an die Regional-Ebene. Die Regionen reichen von diesem Teil 12,5 % an die Landeskommission weiter.
Bleiben also für die Regionalverwaltung 27,5 %. Von den 12,5 und 27,5 % der Landeskommission und der Regionalverwaltung gehen jeweils 2,5 % an den Streikfonds.

## Weitere polnische Gewerkschaften
- siehe Geschichte polnischer Gewerkschaften und Kategorie:Gewerkschaft (Polen)